# Peftuaneith

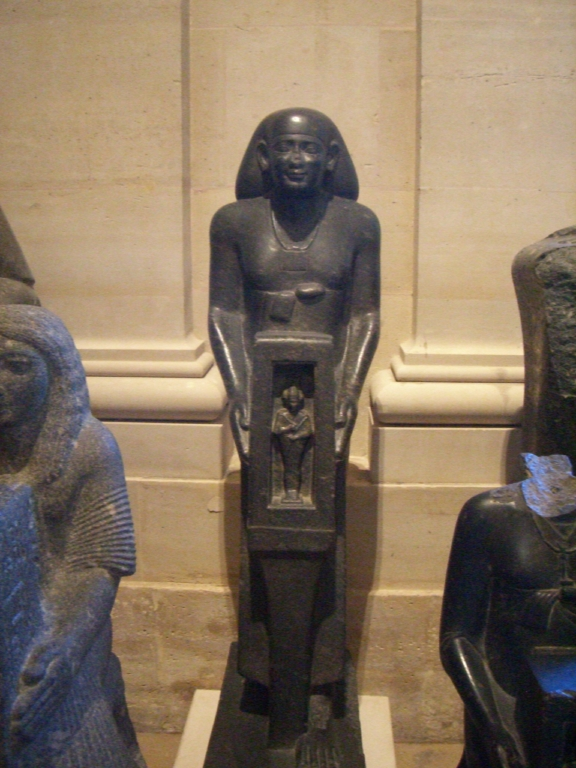
Estatua de Payeftjauemawyneith en el Louvre (A 93)

Payeftjauemawyneith o Peftuaneith fue un alto funcionario del Antiguo Egipto que vivió durante la dinastía XXVI y sirvió bajo el reinado de Apries y el de Amosis II. Se lo conoce gracias a varios monumentos que dan cuenta de su importancia.
De él hay una estatua cuya inscripción indica que es originaria de Heliópolis y que actualmente se encuentra en el Museo Británico (EA 83). Por otra estatua, hoy en el Louvre (A 93), se sabe que Payeftjauemawyneith ordenó varias obras de renovación en Abidos y sus alrededores durante el reinado de Amosis. Hay una mesa de ofrendas encontrada en Menfis y una tercera estatua también descubierta en la misma ciudad. Una cuarta se halló en una excavación en Buto. Payeftjauemawyneith ostentó varios títulos importantes, incluyendo mayordomo supremo e inspector de la doble tesorería. También tenía el título de "médico".
Su madre era una mujer llamada Nanesbastet y su padre un oficial llamado Sasobek con varios títulos que incluyen jefe del palacio, sacerdote de Horus de Pe y Sacerdote de Amón de Tebas septentrional.